# Кулонівський бар'єр

Ідеалізоване зображення кулонівського бар'єра

Кулонівський бар'єр — потенціальний бар'єр, який має подолати позитивно заряджена частинка, щоб потрапити в атомне ядро. Бар'єр виникає через силу Кулонівського відштовхування, яка діє між двома зарядами одного знака.
За законами класичної механіки, частинка може подолати бар'єр лише тоді, коли її енергія більша за висоту бар'єра. Однак, згідно з квантовою механікою, для частинок з меншою енергією все ще існує певна ймовірність тунелювання через бар'єр.
Кулонівський бар'єр відіграє важливу роль у багатьох ядерних реакціях, а також пояснює альфа-розпад деяких атомних ядер, оскільки альфа-частинка повинна його подолати, або вийти з ядра.

## Основи
Потенціал навколо атомного ядра визначається двома принципово різними взаємодіями: електромагнітною та сильною.
Електромагнітна взаємодія домінує на великих відстанях, викликаючи електростатичне відштовхування між позитивно зарядженою частинкою та також позитивно зарядженим атомним ядром. Вона описується законом Кулона, і її потенціал пропорційний 1⁄r , де r — відстань від центра ядра. На незаряджені частинки (наприклад, нейтрони) сила Кулона не діє.
Сильна взаємодія, як правило, на малих відстанях набагато сильніша за електромагнітну, але має лише короткий радіус дії, порядку діаметра протона та нейтрона. Це створює ядерний потенціал, який можна наближено представити у вигляді «горщика» з гострим краєм, що має приблизно такий просторовий розмір, як атомне ядро. Глибина потенційної ями приблизно однакова для всіх атомних ядер і, на відміну від кулонівського потенціалу, не зростає зі збільшенням кількості протонів.
Сума обох ефектів призводить до утворення кулонівського бар'єра. Його ефективна висота залежить не тільки від заряду атомного ядра та заряду налітаючої частинки, а й від моменту імпульсу частинки.

## Висота кулонівського бар'єра
Якщо частинка із зарядовим числом Z2 влучає в атомне ядро із зарядовим числом Z1, і якщо для простоти припустити, що атомне ядро має різку межу на радіусі R, а просторовий розмір частинки незначний, то висота кулонівського бар'єра становить:
{\displaystyle V_{\mathrm {C} }={\frac {1}{4\pi \varepsilon _{0}}}{\frac {Z_{1}\,Z_{2}\,e^{2}}{R}}=\alpha \,\hbar \,c{\frac {Z_{1}\,Z_{2}}{R}}\,}.
Його можна приблизно розрахувати в мегаелектронвольтах за наступним емпіричним правилом:
{\displaystyle V_{\mathrm {C} }\approx {\frac {Z_{1}\,Z_{2}}{\sqrt[{3}]{A}}}\;\mathrm {MeV} \,} ,
де А — масове число ядра-мішені. Загалом, кулонівський бар'єр вищий для більших ядер: збільшення заряду Z1 справляє більший вплив, ніж збільшення масового числа, бо останнє стоїть під кубічним коренем.

## Подолання кулонівського бар'єра і квантове тунелювання
Для того щоб відбувалися ядерні реакції, частинка повинна мати велику енергію, з якою вона може подолати кулонівську бар'єр. Квантова механіка також дозволяє частинці (точніше, її хвильовій функції) з невеликою ймовірністю проникати через потенційний бар'єр і долати його (тунельний ефект) навіть при енергії, меншій за висоту бар'єра. Імовірність проходження частинки через бар'єр сильно залежить від величини бар'єра, а також тим більша, чим більша енергія частинки.
Для ядерно-фізичних експериментів необхідна для подолання бар'єра енергія досягається за допомогою прискорювачів частинок. Для легких ядер також може бути достатньо енергії природного альфа-випромінювання, як у першій виявленій ядерній реакції 14N + α → 17O + p.

Необхідна енергія також може бути досягнута термічним способом, але лише при температурах у багато мільйонів Кельвінів, наприклад, в надрах зір або під час вибуху водневих бомб. В цих випадках енергія частинок зазвичай нижча за висоту бар'єра, і перебігу ядерних реакцій значною мірою допоманає квантове тунелювання.

## Альфа-розпад
Кулонівський бар'єр також слід брати до уваги, коли частинки залишають атомне ядро. Особливо це стосується альфа-розпаду, коли з ядра вилітає альфа-частинка, міцно зв'язана система двох протонів і двох нейтронів. Альфа-розпад стався б миттєво, якби енергія α-частинки була вищою за кулонівський бар'єр. Однак зазвичай енергія частинки нижча, і їй доводиться тунелюватись через бар'єр.
Оскільки ймовірність тунелювання сильно залежить від висоти й ширини бар'єра, періоди напіврозпаду для різних ядер можуть змінюватися від часток секунди до часів, значно більших за вік Всесвіту.
Такий самий кулонівський бар'єр існує і для спонтанного поділу ядер.